# دراکولا (فیلم ۱۹۷۹)
دراکولا (انگلیسی: Dracula) فیلمی در ژانر ترسناک به کارگردانی جان بدهام است که در سال ۱۹۷۹ منتشر شد.

## بازیگران
- فرانک لانگلا
- لارنس الیویه
- دونالد پلیسنس
- کیت نلیگان
- سیلوستر مک‌کوی
- تره‌ور ایو
- تونی هی‌گارث